# Friesche Coöperatieve Vischhandel
De Friesche Coöperatieve Vischhandel bij Harlingen werd in 1902 opgericht door een aanzienlijk deel van de haringvissers tussen Zurich en Zwarte Haan. Hun coöperatieve vereniging had als doel het drijven van één of meer visdrogerijen en –rokerijen plus de afzet van de door de leden gevangen zeevis. In 1941 werd de Coöperatie opgeheven omdat de haring definitief uit de Waddenzee was verdwenen. 

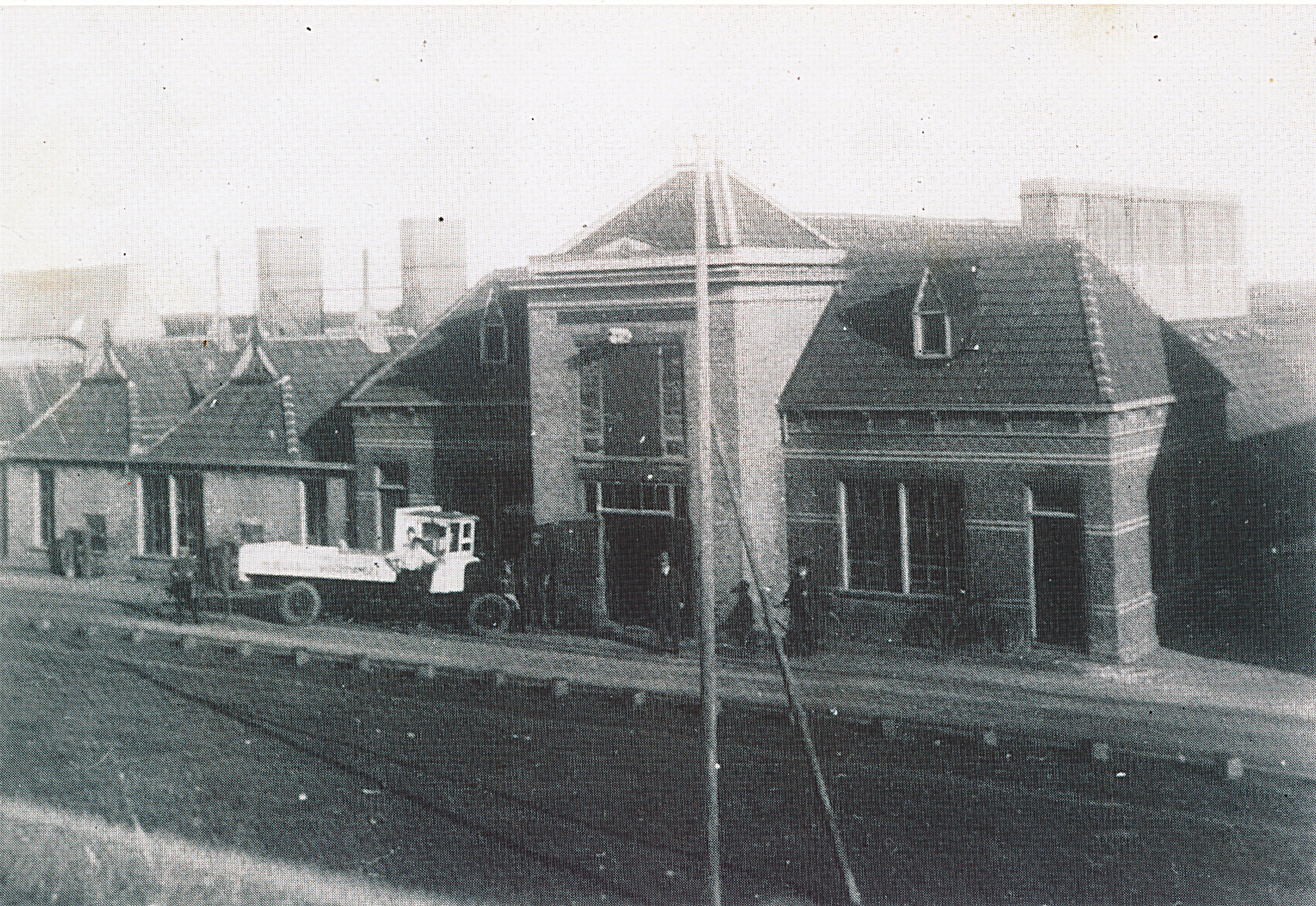
De gebouwen van de Friesche Coöperatieve Vischhandel aan de zeedijk bij Harlingen

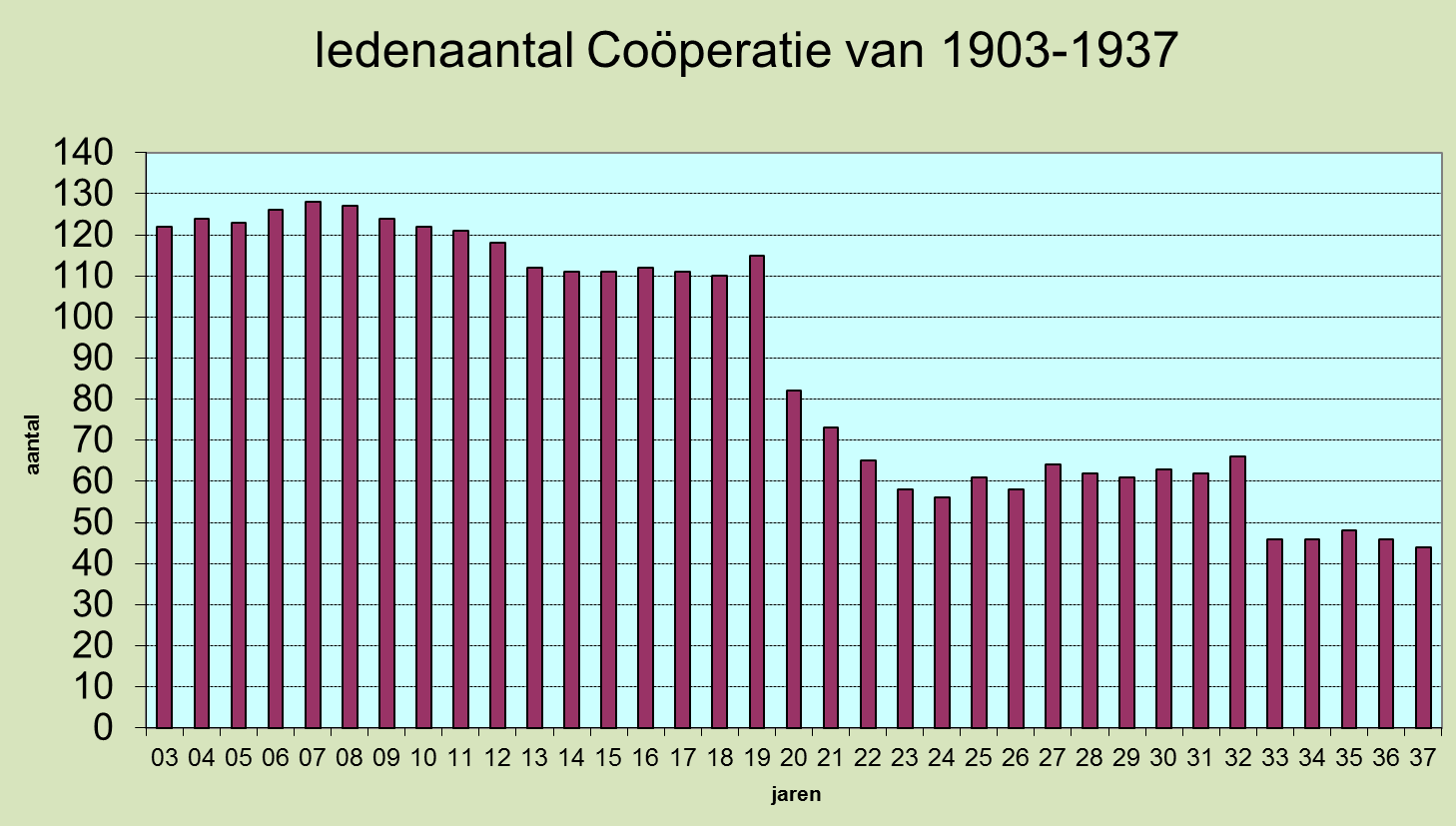
Overzicht aantal leden per jaar

## Vissers en notabelen
Het initiatief voor de coöperatie was uitgegaan van de vissers zelf. Zij visten in groepen met fuiken volgens het systeem van de regelvisserij. Rond 1900 waren er tussen Zurich en Zwarte Haan zo'n dertig van zulke regels. Ín het laatste kwart van de negentiende eeuw namen de haringvangsten bij de regels toe. De vishandelaren maakten onderling afspraken en hielden zo de prijs voor de vissers laag. De ergernis daarover was de belangrijkste drijfveer voor de vissers om de handen ineen te slaan. Hun initiatief werd ondersteund door burgemeesters en dijkgraven uit het gebied. Deze notabelen namen samen met drie vissers zitting in het College van Toezicht. Het bestuur werd gevormd door vissers onder leiding van een Waterschapsvolmacht als voorzitter. 

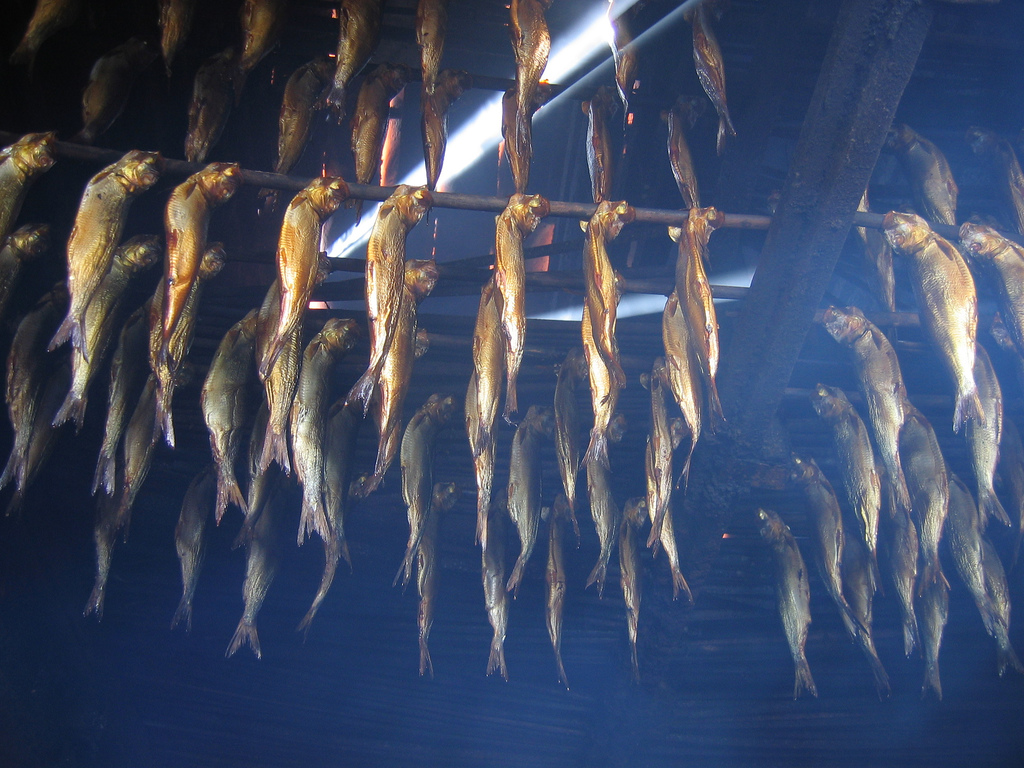
Roken van vis (bokking)

Het lidmaatschap van de Coöperatie stond open voor haringvissers of reders van haringboten of helften daarvan. In de meeste haringboten stonden twee vissers als compagnons en die hadden dus elk een halve boot in eigendom. Een eigenaar van een hele boot had een vissersknecht nodig, maar die kon geen lid worden. De oprichtingsvergadering was op 24 september 1902. Daar waren meteen zo'n negentig leden aanwezig die zich verbonden voor twintig jaar. In die periode was het ledental gemiddeld 120.

## De rokerij
De visrokerij, een gebouw met vishangen, werd gebouwd langs de zeedijk vlak bij Harlingen, op erfpachtgrond van het Waterschap, nog net in de gemeente Barradeel. In de statuten was opgenomen dat de rokerij van de Coöperatie alleen de vis zou verwerken die van februari tot en met mei in de Zuiderzee of op de Wadden werd gevangen. De meeste kustvissers beperkten zich tot de haringcampagne en werkten de rest van het jaar als los werkman. Het betekende dat het bedrijf dus ruim een half jaar niet nodig was voor vis van leden. Daarom werd de rokerij voor de rest van het jaar aan de directeur verhuurd, die dan voor eigen rekening en risico bijvoorbeeld Noordzeevis kon verwerken.
De vissers van de Coöperatie leverden in hun eerste seizoen (1903) zestig procent van de totale haringaanvoer in Harlingen. Daarmee bepaalden de andere handelaren niet langer de prijs en was een belangrijk doel van de Coöperatie meteen bereikt. De grote aanvoer maakte al direct uitbreiding van de nieuwe visrokerij nodig.

## Activiteiten
Het vervoer van de vis vanaf de aanlandplek van de regels, waarvoor de vissers tot dan toe de handelaren moesten betalen, werd in het vervolg door de Coöperatie verzorgd.
De benoemde en bezoldigde directeur van de visrokerij had ook als taak het opbouwen van een verkoopnet, in binnen- en buitenland. De meeste haring werd tot bokking gerookt, maar hij werd ook wel vers verkocht.
Om de eigen kosten te drukken besloten de leden een deel van hun visserijbenodigdheden gezamenlijk in te kopen. Het ging dan over garens, touwwerk, manden, stokken, hoepelrijs, cachou en eikenschors. In de zomer van 1903 werd daarvoor een reglement opgesteld. De eerste jaren werkte het systeem goed maar na tien jaar begonnen steeds meer vissers weer zelf in te kopen.
Na de grote stormschade op 12 maart 1906 besloot de eerstvolgende ledenvergadering tot het oprichten van een Onderlinge Bootverzekering waar direct ruim tachtig procent van de boten aan meedeed.

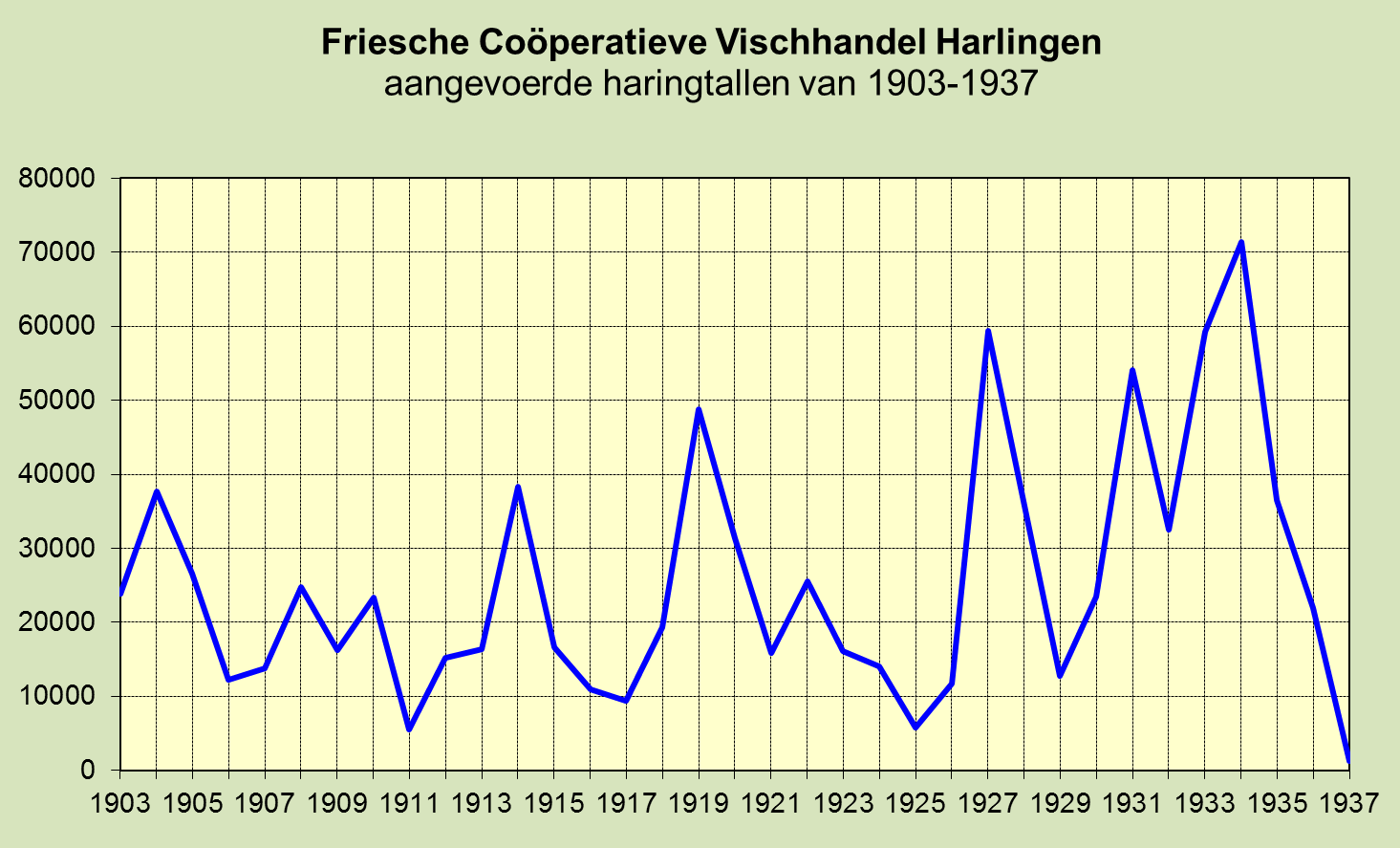
De wisselvalligheid van haringvangsten (1 tal = 200 haringen)

## Voor- en tegenspoed
In 1914 moest de rokerij opnieuw worden uitgebreid. Door de voedselschaarste tijdens de Eerste Wereldoorlog waren de haringenprijzen hoog en dat gold ook voor de besommingen van de vissers. Maar de malaise vanaf 1918 was voor de helft van de Coöperatieleden in 1922 reden om niet voor een volgdende periode lid te blijven. Sommige vissers vonden het te riskant zich opnieuw, nu voor tien jaar, te binden. Anderen overwogen dat door de Coöperatie de omstandigheden van alle vissers inmiddels sterk waren verbeterd en dat ze dus wel zonder konden. Het draagvlak van de Coöperatie halveerde.

## Afsluitdijk en afslag de nekslag
Na voltooiing van de Afsluitdijk in 1932 nam de hoeveelheid haring in de Waddenzee tijdelijk sterk toe, wat veel werk maar weinig verdienste meebracht. In Harlingen werd een gemeentelijke visafslag opgericht en nadat in 1934 door een wijziging van de gemeentegrenzen de rokerij van de Coöperatie binnen de stadgrenzen kwam te liggen moest ook de vis van de Coöperatieleden  verplicht via de afslag lopen. Ze mochten dus niet meer rechtstreeks aan hun eigen rokerij leveren en kregen er de kosten van de afslag bij. In 1937 was de haring ook uit de Waddenzee verdwenen en bleek de Coöperatie de in 1932 besloten verlenging met opnieuw tien jaar niet vol te kunnen maken.
De Coöperatie bleef op papier nog een paar jaar bestaan. Men wachtte tot het recht op Zuiderzeesteun wegens bedrijfsbeëindiging door het verdwijnen van de haring ook ten noorden van de Afsluitdijk ging gelden. Verder bestond er nog onzekerheid over een schadevergoeding van de provincie. De rokerij en de bijbehorende gebouwen moesten wijken voor de verlegging van de monding van de Harlingertrekvaart, later het Van Harinxmakanaal. 
De Algemene Ledenvergadering waarin het formele besluit tot liquidatie moest worden genomen mocht van de Duitse bezetter pas op 30 november 1940 worden gehouden, mits er niet over politiek werd gesproken. Op 2 en 16 april 1941 werden de visrokerijen en het ijspakhuis geveild.

## Unieke Coöperatie
De Friesche Coöperatieve Vischhandel was de eerste visserscoöperatie aan de kust van de oude Zuiderzee en hij bestond langer dan alle andere. In Urk richtten vissers in 1903 gezamenlijk een ansjoviszouterij op, die in 1908 weer werd opgeheven. Stavoren volgde in 1904 met een coöperatieve rokerij, die in 1912 werd verkocht. Een coöperatieve ansjoviszouterij in Kolhorn hield het uit van 1907 tot 1918. Coöperaties die zich op één bepaald onderwerp richtten was soms een langer leven beschoren. Enkele inkoopverenigingen van visserijbenodigdheden en coöperatieve visafslagen bestonden tot aan het eind van de twintigste eeuw. Maar als visserscoöperatie die de hele bedrijfsketen van vangst tot en met verkoop omvatte en bijna veertig jaar functioneerde was de Friesche Coöperatieve Vischhandel uniek.